# Bauernreuthbach
Der Bauernreuthbach, auch Tränklbach, ist ein Bach mit mehreren Quellästen auf dem Gebiet der Gemeinde Dietramszell im oberbayrischen Landkreis Bad Tölz-Wolfratshausen und ein linker Zufluss des Zeller Bachs.

## Verlauf
Der Bauernreuthbach entsteht im Zeller Wald zwischen Dietramszell und Bad Tölz aus mehreren Quellästen. Ein nördlicher Quellast hat seinen Ursprung im Schwarzensee, verläuft dann westlich durch den Kellerweiher und trifft vor Obermühltal auf den südlichen Quellast. Dieser entsteht wiederum aus zahlreichen kleineren Quellästen.
Nach kurzem weiteren Lauf durch Obermühltal mündet der Bach in einen Ast des Zeller Bachs.